# Supercoupe d'Arménie de football
La Supercoupe d'Arménie de football (en arménien : Հայաստանի ֆուտբոլի Սուպերգավաթ) est un match annuel opposant le champion d'Arménie et le vainqueur de la coupe d'Arménie, ou le finaliste de cette dernière compétition si celle-ci a également été remportée par le champion.
Le tenant du titre est le Pyunik Erevan, vainqueur de l'édition 2022, qui est le club le plus titré avec dix victoires.

## Palmarès
| Édition   | Vainqueur                                                                                | Score              | Finaliste                                                                            |
| --------- | ---------------------------------------------------------------------------------------- | ------------------ | ------------------------------------------------------------------------------------ |
| 1996      | Shirak FC Vice-champion d'Arménie 1995-1996                                              | 3 - 1              | Pyunik Erevan Champion d'Arménie 1995-1996 Vainqueur de la Coupe d'Arménie 1995-1996 |
| 1997      | Pyunik Erevan Champion d'Arménie 1996-1997                                               | 2 - 0              | Ararat Erevan Vainqueur de la Coupe d'Arménie 1996-1997                              |
| 1998      | Tsement Ararat Champion d'Arménie 1998 Vainqueur de la Coupe d'Arménie 1998              | 1 - 1 ap 4 - 3 tab | Shirak FC Vice-champion d'Arménie 1998                                               |
| 1999      | Shirak FC (2) Champion d'Arménie 1999                                                    | 2 - 1 ap           | Tsement Ararat Vainqueur de la Coupe d'Arménie 1999                                  |
| 2000-2001 | Non disputée                                                                             | Non disputée       | Non disputée                                                                         |
| 2002      | Pyunik Erevan (2) Champion d'Arménie 2001                                                | 2 - 1              | Mika Ashtarak Vainqueur de la Coupe d'Arménie 2001                                   |
| 2003      | Shirak FC (3) Vice-champion d'Arménie 2002                                               | 2 - 1              | Pyunik Erevan Champion d'Arménie 2002 Vainqueur de la Coupe d'Arménie 2002           |
| 2004      | Pyunik Erevan (3) Champion d'Arménie 2003                                                | 1 - 0 ap           | Mika Ashtarak Vainqueur de la Coupe d'Arménie 2003                                   |
| 2005      | Pyunik Erevan (4) Champion d'Arménie 2004 Vainqueur de la Coupe d'Arménie 2004           | 1 - 0              | Banants Erevan Finaliste de la Coupe d'Arménie 2004                                  |
| 2006      | Mika Ashtarak Vainqueur de la Coupe d'Arménie 2005                                       | 3 - 2              | Pyunik Erevan Champion d'Arménie 2005                                                |
| 2007      | Pyunik Erevan (5) Champion d'Arménie 2006                                                | 2 - 1 ap           | Mika Erevan Vainqueur de la Coupe d'Arménie 2006                                     |
| 2008      | Pyunik Erevan (6) Champion d'Arménie 2007                                                | 1 - 0              | Banants Erevan Vainqueur de la Coupe d'Arménie 2007                                  |
| 2009      | Ararat Erevan Vainqueur de la Coupe d'Arménie 2008                                       | 2 - 1              | Pyunik Erevan Champion d'Arménie 2008                                                |
| 2010      | Pyunik Erevan (7) Champion d'Arménie 2009 Vainqueur de la Coupe d'Arménie 2009           | 2 - 0              | Banants Erevan Finaliste de la Coupe d'Arménie 2009                                  |
| 2011      | Pyunik Erevan (8) Champion d'Arménie 2010 Vainqueur de la Coupe d'Arménie 2010           | 3 - 0              | Banants Erevan Finaliste de la Coupe d'Arménie 2010                                  |
| 2012      | Mika Erevan (2) Vainqueur de la Coupe d'Arménie 2011                                     | 0 - 0 ap 5 - 3 tab | Ulisses FC Champion d'Arménie 2011                                                   |
| 2013      | Shirak FC (4) Champion d'Arménie 2012-2013                                               | 2 - 0              | Pyunik Erevan Vainqueur de la Coupe d'Arménie 2012-2013                              |
| 2014      | Banants Erevan Champion d'Arménie 2013-2014                                              | 3 - 0              | Pyunik Erevan Vainqueur de la Coupe d'Arménie 2013-2014                              |
| 2015      | Pyunik Erevan (9) Champion d'Arménie 2014-2015 Vainqueur de la Coupe d'Arménie 2014-2015 | 3 - 0              | Mika Erevan Finaliste de la Coupe d'Arménie 2014-2015                                |
| 2016      | Alashkert FC Champion d'Arménie 2015-2016                                                | 1 - 1 ap 3 - 2 tab | Banants Erevan Vainqueur de la Coupe d'Arménie 2015-2016                             |
| 2017      | Shirak FC (5) Vainqueur de la Coupe d'Arménie 2016-2017                                  | 2 - 0              | Alashkert FC Champion d'Arménie 2016-2017                                            |
| 2018      | Alashkert FC (2) Champion d'Arménie 2017-2018                                            | 2 - 0              | Gandzasar Kapan Vainqueur de la Coupe d'Arménie 2017-2018                            |
| 2019      | FC Ararat-Armenia Champion d'Arménie 2018-2019                                           | 3 - 2 ap           | Alashkert FC Vainqueur de la Coupe d'Arménie 2018-2019                               |
| 2020      | FC Noah Vainqueur de la Coupe d'Arménie 2019-2020                                        | 2 - 1 ap           | FC Ararat-Armenia Champion d'Arménie 2019-2020                                       |
| 2021      | Alashkert FC (3) Champion d'Arménie 2020-2021                                            | 2 - 0              | Ararat Erevan Vainqueur de la Coupe d'Arménie 2020-2021                              |
| 2022      | Pyunik Erevan (10) Champion d'Arménie 2021-2022                                          | forfait,           | Noravank SC Vainqueur de la Coupe d'Arménie 2021-2022                                |
| 2023      | Shirak FC (6) Finaliste Coupe                                                            | 0 - 0 tab 6-5      | FC Urartu Champion et vainqueur de la Coupe d'Arménie 2022-2023                      |
| 2024      | FC Ararat-Armenia (2) vainqueur de la Coupe d'Arménie 2023-2024                          | 4 - 0              | Pyunik Erevan Champion 2023-2024                                                     |

## Bilan par club
| Club              | Victoire(s) | Défaite(s) | Édition(s) remportée(s)                                    |
| ----------------- | ----------- | ---------- | ---------------------------------------------------------- |
| Pyunik Erevan     | 10          | 7          | 1997, 2001, 2004, 2005, 2007, 2008, 2010, 2011, 2015, 2023 |
| Shirak FC         | 6           | 1          | 1996, 1999, 2002, 2013, 2017, 2023                         |
| Alashkert FC      | 3           | 2          | 2016, 2018, 2021                                           |
| Mika Erevan       | 2           | 4          | 2006, 2012                                                 |
| Banants Erevan    | 1           | 5          | 2014                                                       |
| Ararat Erevan     | 1           | 2          | 2009                                                       |
| Tsement Ararat    | 1           | 1          | 1998                                                       |
| FC Ararat-Armenia | 2           | 1          | 2019, 2024                                                 |
| FC Noah           | 1           | -          | 2020                                                       |
| Ulisses FC        | -           | 1          |                                                            |
| Gandzasar Kapan   | -           | 1          |                                                            |